# Vandijkophrynus amatolicus
Vandijkophrynus amatolicus е вид земноводно от семейство Крастави жаби (Bufonidae). Видът е критично застрашен от изчезване.